# San Giovanni Valdarno
San Giovanni Valdarno település Olaszországban, Toszkána régióban, Arezzo megyében. Lakosainak száma 16 571 fő (2023. január 1.). San Giovanni Valdarno Castelfranco Piandiscò, Cavriglia, Figline e Incisa Valdarno, Montevarchi és Terranuova Bracciolini községekkel határos.

## Népesség
A település lakossága az elmúlt években az alábbi módon változott:
| Lakosok száma | 16 960 | 16 812 | 16 571 |
|               | 2017   | 2018   | 2023   |